# Renault Symbioz

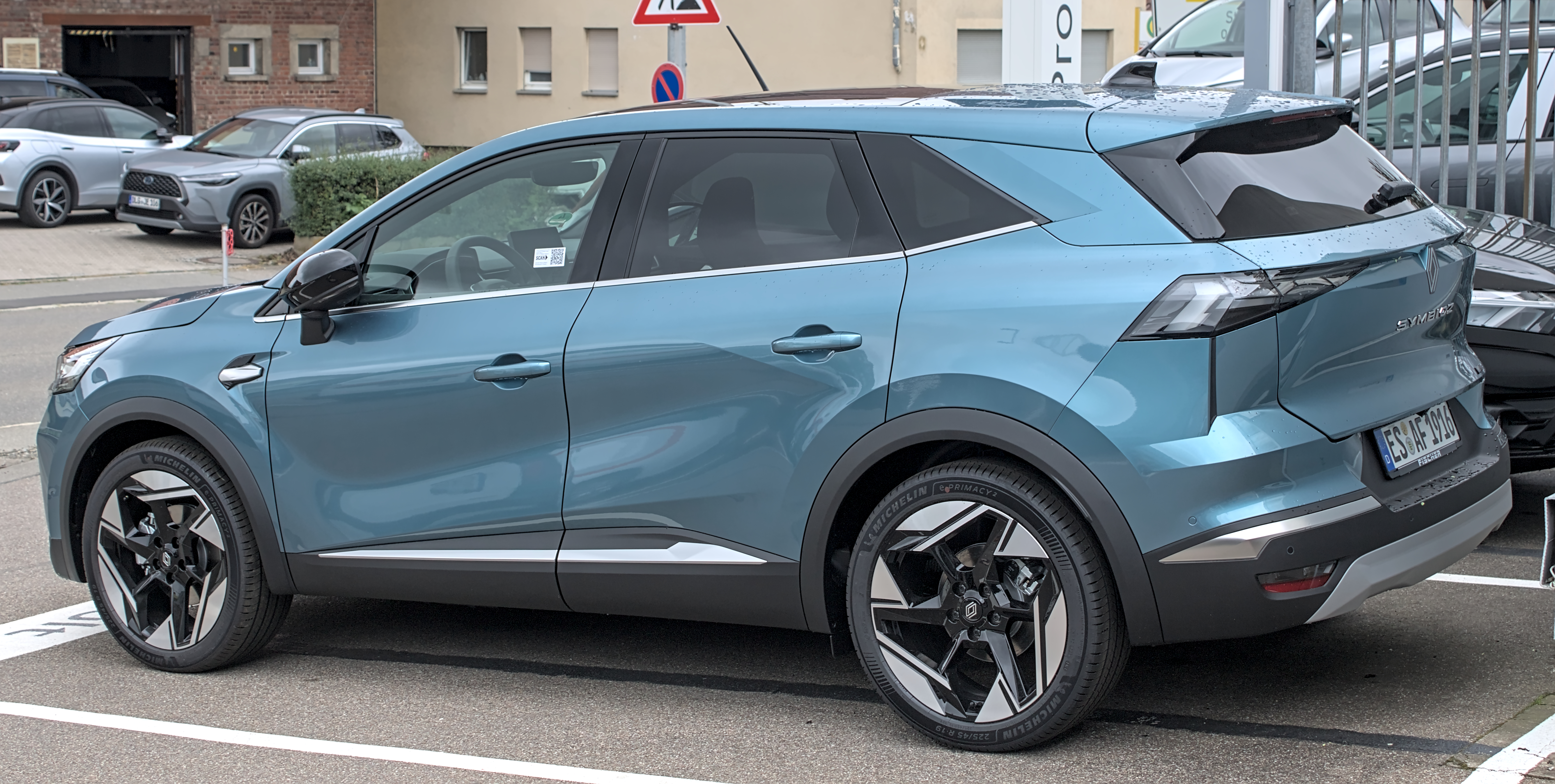
Heckansicht

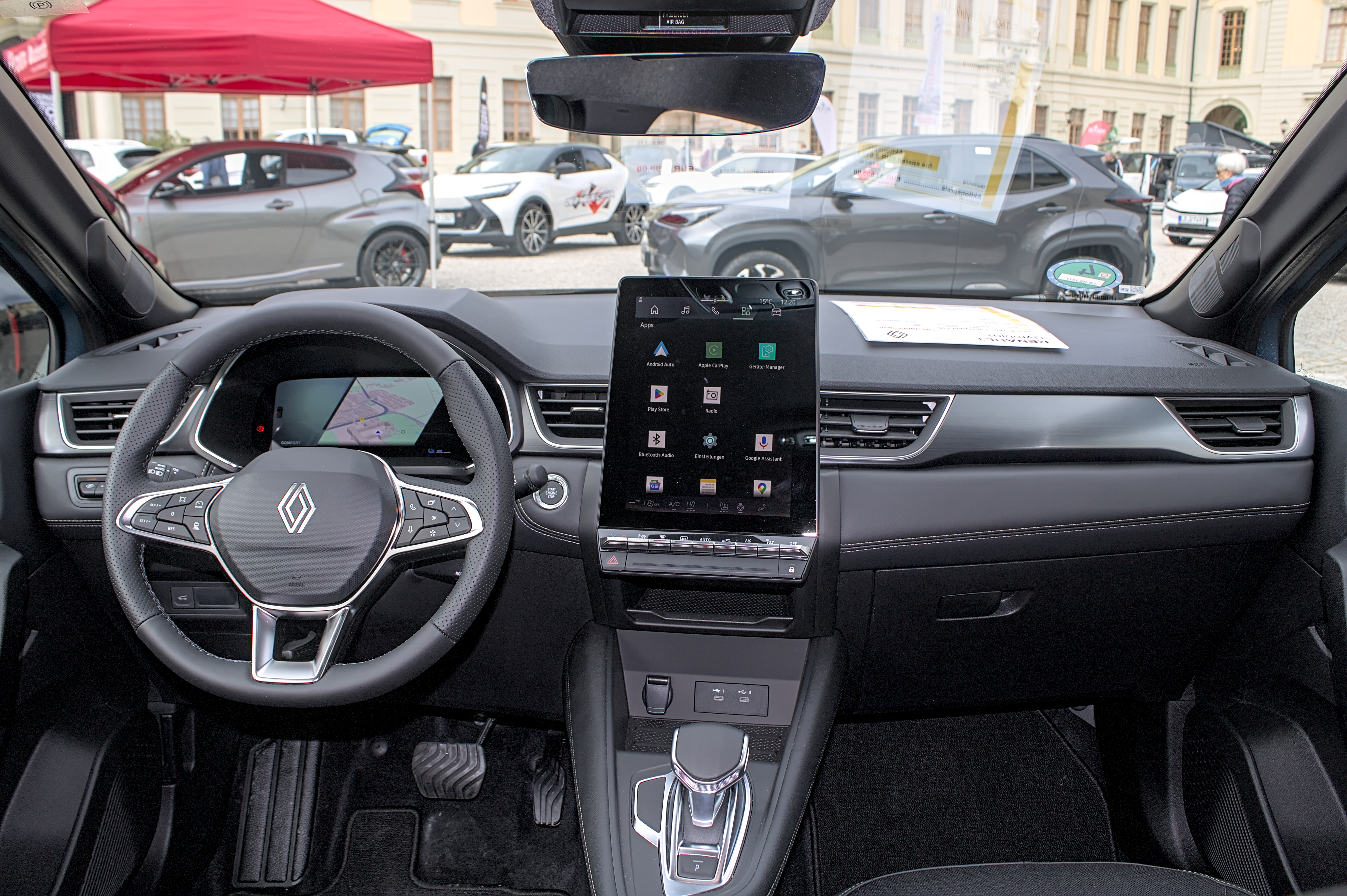
Innenansicht

Der Renault Symbioz ist ein Sport Utility Vehicle des französischen Automobilherstellers Renault, das sich in dessen Modellpalette zwischen Captur und Austral einsortiert. Ein Elektroauto mit ähnlichen Abmessungen ist der Scénic E-Tech.

## Geschichte
Erstmals angekündigt wurde das Fahrzeug im Februar 2024. Offiziell vorgestellt wurde es im Mai 2024. Seit Juli 2024 wird der Wagen verkauft, die ersten Auslieferungen an Kunden erfolgten im September 2024. Erhältlich sind die drei Ausstattungslinien Techno, Esprit Alpine und Iconic.
Bereits auf der Internationalen Automobil-Ausstellung im September 2017 präsentierte Renault ein autonom fahrendes Konzeptfahrzeug unter dem Namen Symbioz. Dieses hat jedoch nur den Namen mit dem Sport Utility Vehicle gemein.

### Mitsubishi Grandis
Seit 2025 wird die Baureihe unter Verwendung von Badge-Engineering auch als neue Generation des Mitsubishi Grandis angeboten.

## Modelleigenschaften
Technisch basiert der fünfsitzige Symbioz auf der CMF-B-Plattform von Renault-Nissan, die 2019 mit dem Renault Clio V eingeführt wurde. Der Radstand des 4,41 Meter langen, 1,80 Meter breiten und 1,58 Meter hohen Fahrzeugs ist identisch zum Renault Captur II. Die Rücksitzbank lässt sich wie beim Captur um 16 Zentimeter verschieben. So ergibt sich ein Kofferraumvolumen von 492 bis 624 Liter. Werden die Rücksitze umgeklappt, ist der Kofferraum 1582 Liter groß.

## Sicherheit
Im September 2024 wurde der Renault Symbioz vom Euro NCAP auf die Fahrzeugsicherheit getestet. Er erhielt vier von fünf möglichen Sternen.

## Technik
Bei der Präsentation wurde der Symbioz nur als Voll-Hybrid angekündigt. Er erreicht eine Systemleistung von 105 kW (143 PS). Als Energiespeicher dient ein Lithium-Ionen-Akkumulator mit einem Energieinhalt von 1,26 kWh. Die Kraft wird über ein sogenanntes Multi-Mode-Getriebe übertragen. Es hat 14 Übersetzungsstufen, die sich aus zwei Gängen für den E-Antrieb und vier für den 1,6-Liter-Ottomotor ergeben. Auf 100 km/h soll das rund 1,5 Tonnen schwere SUV in 10,6 Sekunden beschleunigen, die Höchstgeschwindigkeit wird mit 170 km/h angegeben. Im Mai 2025 wurde der Voll-Hybrid-Antrieb überarbeitet. Außerdem ergänzte ein Mild-Hybrid mit 103 kW (140 PS) die Antriebspalette.
|                                                   | Mild Hybrid 140        | E-Tech Full Hybrid 145              | E-Tech Full Hybrid 160             |
| Bauzeitraum                                       | seit 05/2025           | 07/2024–05/2025                     | seit 05/2025                       |
| Motorkenndaten                                    |                        |                                     |                                    |
| Motortyp                                          | R4-Ottomotor           | R4-Ottomotor + Elektromotor         | R4-Ottomotor + Elektromotor        |
| Hubraum                                           | 1333 cm³               | 1598 cm³                            | 1789 cm³                           |
| Motoraufladung                                    | Turbolader             | —                                   | —                                  |
| max. Leistung Verbrennungsmotor bei min−1         | 103 kW (140 PS) / 4500 | 69 kW (94 PS) / 5600                | 80 kW (109 PS) / 5600              |
| max. Leistung Elektromotor                        | —                      | 36 kW (49 PS)                       | 36 kW (49 PS)                      |
| max. Systemleistung                               | —                      | 105 kW (143 PS)                     | 116 kW (158 PS)                    |
| max. Systemdrehmoment                             | 250 Nm                 | 250 Nm                              | 265 Nm                             |
| Kraftübertragung                                  |                        |                                     |                                    |
| Antrieb                                           | Vorderradantrieb       | Vorderradantrieb                    | Vorderradantrieb                   |
| Getriebe                                          | 6-Gang-Schaltgetriebe  | Multi-Mode-Automatikgetriebe        | Multi-Mode-Automatikgetriebe       |
| Messwerte                                         |                        |                                     |                                    |
| Leergewicht                                       | 1436 kg                | 1498 kg                             | 1544 kg                            |
| Höchstgeschwindigkeit                             | 180 km/h               | 170 km/h                            | 180 km/h                           |
| Beschleunigung, 0–100 km/h                        | 11,2 s                 | 10,6 s                              | 9,1 s                              |
| Tankinhalt                                        | 48 l                   | 48 l                                | 48 l                               |
| Batterie                                          | —                      | Lithium-Ionen-Akkumulator: 1,26 kWh | Lithium-Ionen-Akkumulator: 1,4 kWh |
| Kraftstoffverbrauch auf 100 km (WLTP, kombiniert) | 5,9 l Super            | 4,8 l Super                         | 4,5 l Super                        |
| CO2-Emissionen (WLTP, kombiniert)                 | 134 g/km               | 109 g/km                            | 102 g/km                           |
| Abgasnorm nach EU-Klassifikation                  | Euro 6e                | Euro 6e                             | Euro 6e                            |

## Zulassungszahlen in Deutschland
Im ersten Verkaufsjahr 2024 sind in der Bundesrepublik Deutschland insgesamt 1.503 Renault Symbioz neu zugelassen worden.
| 1.503 \| \| |
|             |

|  |

| 1.503 \| \| |
|             |

|  |

| 1.503 \| \| |
|             |

|  |

| 1.503 \| \| |
|             |

|  |

| 1.503 \| \| |
|             |

|  |

| 1.503 \| \| |
|             |

|  |

| 1.503 \| \| |
|             |

|  |

| 1.503 \| \| |
|             |

|  |

|  | Benzin-Hybrid |

|  | Benzin-Hybrid |